# Raghunath Seth
Raghunath Seth (Hindi रघुनाथ सेठ; * 1931 in Gwalior; † 15. Februar 2014 in Mumbai) war ein indischer Bansurispieler und Komponist.

## Karriere
Raghunath Seth studierte Musik bei Srikrishna Narayan Ratanjankar und war dann in Bombay Schüler des Bansurimeisters Pannalal Ghosh. 1954 ging er nach Lakhnau, wo er fünfzehn Jahre als Komponist und Produzent für das All India Radio arbeitete. Später arbeitete er in Bombay als Filmkomponist und schrieb die Musik zu Dokumentarfilmen, Fernsehserien und Spielfilmen.
Daneben unternahm er als Flötist internationale Konzertreisen und nahm mehrere Alben auf, unter anderem mit dem Fusionmusiker Chris Hinze.
1994 wurde er mit einem Sangeet Natak Akademi Award ausgezeichnet.

## Diskographie
- Classical Flute Music of India mit Balkrishna Iyer, 1993
- Mystic Flutes, 1996
- Cosmic Energy Collection No. 1, 1997
- Ragas, 1998
- Bansuri mit Samir Chatterjee, Michael Allen Harrison, Afrizah Manzella, 1996
- Nidra: Music Therapy for Peaceful Sleep, 2006
- Tanav: Music Therapy for Relieving Stress, 2006
- Songs of the Soil